# Liste der Reichstagsabgeordneten Ungarns (3. Wahlperiode)
Die Liste der Reichstagsabgeordneten Ungarns (3. Wahlperiode) führt alle Parlamentarier im Abgeordnetenhaus des ungarischen Reichstags der 3. Wahlperiode auf, die nach der Parlamentswahl 1875 begann und bis 1878 dauerte.

## Gewählte Abgeordnete nach Wahlkreisen
In jedem der Wahlkreise wurde nach absolutem Mehrheitswahlrecht ein Abgeordneter gewählt

### Komitate
| Komitat Abaúj                   | Komitat Abaúj                                         | Komitat Abaúj                     |
| ------------------------------- | ----------------------------------------------------- | --------------------------------- |
| Bogdány, Alsómislye             | György Rakovszky                                      | Liberale Partei                   |
| Gönc                            | Miklós Szatmáry                                       | Linkes Zentrum                    |
| Kassa                           | Mihály Juhász                                         | Liberale Partei                   |
| Nagyida                         | István Ferdinándy                                     | Liberale Partei                   |
| Szepsi                          | Gábor Vendéghy                                        | Liberale Partei                   |
| Szikszó                         | Tamás Péchy                                           | Liberale Partei                   |
| Komitat Alsó-Fehér              |                                                       |                                   |
| Abrudbánya, Verespatak          | Sándor Hegedüs                                        | Liberale Partei                   |
| Borbánd, Vingárd, Alvinc        | Ákos Barcsay                                          | Liberale Partei                   |
| Gyulafehérvár I                 | Gábor Kemény                                          | Liberale Partei                   |
| Gyulafehérvár II                | Dezső Szilágyi                                        | Liberale Partei                   |
| Nagyenyed                       | István Kemény                                         | Liberale Partei                   |
| Vízakna                         | László Korizmics                                      | Liberale Partei                   |
| Komitat Arad                    |                                                       |                                   |
| Arad (Óarad)                    | Ferenc Chorin                                         | Liberale Partei                   |
| Borosjenő, Buttyin              | Konstantin Gurban                                     | Partei der Rumänen in Ungarn      |
| Kisjenő                         | Béla Bánhidy                                          | Vereinigte Opposition             |
| Máriaradna                      | Kálmán Bíró                                           | Liberale Partei                   |
| Pécska                          | Károly Csemeghy                                       | Liberale Partei                   |
| Újszentanna                     | Zsigmond Bohus                                        | Liberale Partei                   |
| Világos, Pankota                | József Nyisztor                                       | Liberale Partei                   |
| Komitat Árva                    |                                                       |                                   |
| Alsókubin                       | József Csillaghy                                      | Liberale Partei                   |
| Bobró                           | József Bellegh                                        | Liberale Partei                   |
| Komitat Bács-Bodrog             |                                                       |                                   |
| Apatin                          | Endre Schmausz                                        | Liberale Partei                   |
| Bácsalmás                       | József Rudics                                         | Liberale Partei                   |
| Baja                            | Kálmán Tóth                                           | Deák-Partei                       |
| Hódság                          | István Rónay                                          | Liberale Partei                   |
| Kernyája, Ómoravica             | Jakab Vojnits                                         | Liberale Partei                   |
| Kölpény, Petrovác               | Milos Dimitrevics                                     | Liberale Partei                   |
| Óbecse                          | Gedeon Ráday                                          | Liberale Partei                   |
| Ókanizsa                        | Sándor Zákó                                           | Liberale Partei                   |
| Rigyica                         | Vilmos Tóth                                           | Liberale Partei                   |
| Szabadka I                      | Károly Varga                                          | Unabhängigkeitspartei             |
| Szabadka II                     | Ernő Mukits                                           | Unabhängigkeitspartei             |
| Titel                           | Svetozar Miletić                                      | Liberale Serbische Nationalpartei |
| Tovarisova, Bács                | Dezső Gromon                                          | Liberale Partei                   |
| Újverbász, Kula                 | Lajos Kármán                                          | Liberale Partei                   |
| Újvidék                         | Tivadar Hirsch                                        | Liberale Partei                   |
| Zenta                           | György Zákó                                           | Liberale Partei                   |
| Zombor                          | János Czedler                                         | Liberale Partei                   |
| Komitat Baranya                 |                                                       |                                   |
| Dárda                           | Lajos Degenfeld-Schonburg                             | Liberale Partei                   |
| Mohács                          | Károly Balogh                                         | Liberale Partei                   |
| Pécs                            | Andor Taray                                           | Liberale Partei                   |
| Pécsvárad                       | János Simonfay                                        | '48er-Partei                      |
| Sásd, Mágocs                    | Tamás Siskovich                                       | Liberale Partei                   |
| Siklós                          | Gyula Antal                                           | Liberale Partei                   |
| Szalánta                        | Ferenc Nagy                                           | Liberale Partei                   |
| Szentlőrinc, Bükkösd            | Ignác Helfy                                           | Liberale Partei                   |
| Komitat Bars                    |                                                       |                                   |
| Aranyosmarót                    | Vilmos Migazzi                                        | Liberale Partei                   |
| Körmöcbánya                     | György Lehóczky                                       | Liberale Partei                   |
| Léva                            | József Kürthy                                         | Liberale Partei                   |
| Újbánya                         | Simon Simonyi                                         | Liberale Partei                   |
| Komitat Békés                   |                                                       |                                   |
| Békés                           | Dániel Irányi                                         | '48er-Partei                      |
| Békéscsaba                      | Mihály Kemény                                         | Liberale Partei                   |
| Gyoma                           | Mihály Zsilinszky                                     | Liberale Partei                   |
| Gyula                           | Rezső Beliczey                                        | Linkes Zentrum                    |
| Orosháza                        | Tibor Károlyi                                         | Liberale Partei                   |
| Szarvas                         | János Kollár                                          | Liberale Partei                   |
| Komitat Belső-Szolnok           |                                                       |                                   |
| Alsó kerület                    | András Bethlen                                        | Liberale Partei                   |
| Felső kerület                   | Lajos Simó                                            | Liberale Partei                   |
| Komitat Bereg                   |                                                       |                                   |
| Felvidék, Alsóverecke           | Béla Hunyady                                          | Liberale Partei                   |
| Mezőkászony                     | József Lónyay                                         | Liberale Partei                   |
| Munkács                         | Antal Jászay                                          | Liberale Partei                   |
| Tiszahát, Beregszász            | Miklós Uray                                           | Liberale Partei                   |
| Komitat Bihar                   |                                                       |                                   |
| Báránd                          | Márton Hegyessy                                       | '48er-Partei                      |
| Belényes                        | Parthén Kozma                                         | Liberale Partei                   |
| Berettyóújfalu                  | Sándor Csanády                                        | '48er-Partei                      |
| Bihar                           | András Gáspár                                         | Liberale Partei                   |
| Debrecen I                      | Kálmán Tisza                                          | Linkes Zentrum                    |
| Debrecen II                     | Lajos Kiss                                            | Liberale Partei                   |
| Debrecen III                    | György Molnár                                         | Liberale Partei                   |
| Élesd                           | Olivér Szlávy                                         | Liberale Partei                   |
| Hosszúpályi                     | Algernon Beőthy                                       | Liberale Partei                   |
| Magyarcséke                     | Sandor Roman                                          | Partei der Rumänen in Ungarn      |
| Margitta                        | Ágoston Barányi                                       | Liberale Partei                   |
| Nagyvárad                       | István Teleszky                                       | Liberale Partei                   |
| Nagyszalonta                    | Lajos Simonyi                                         | Liberale Partei                   |
| Székelyhíd                      | György Nagy                                           | Liberale Partei                   |
| Tenke                           | Sándor Lipovniczky                                    | Rechte Opposition                 |
| Ugra                            | Elek Farkas                                           | Liberale Partei                   |
| Komitat Borsod                  |                                                       |                                   |
| Dédes                           | Aladár Ragályi                                        | Liberale Partei                   |
| Edelény                         | Gyula Miklós                                          | Liberale Partei                   |
| Mezőcsát                        | Mihály Orosz                                          | Liberale Partei                   |
| Mezőkeresztes                   | Ferenc Duka                                           | Unabhängigkeitspartei             |
| Mezőkövesd                      | Jószef Prónay                                         | Liberale Partei                   |
| Miskolc I                       | József Lichtenstein                                   | Liberale Partei                   |
| Miskolc II                      | Lajos Horváth                                         | Liberale Partei                   |
| Szirmabesenyő                   | Ernő Kiszely                                          | Unabhängigkeitspartei             |
| Komitat Csanád                  |                                                       |                                   |
| Battonya                        | Aurél Végh                                            | Liberale Partei                   |
| Makó                            | Ferdinánd Ragályi                                     | '48er-Partei                      |
| Nagylak                         | Frigyes Podmaniczky                                   | Liberale Partei                   |
| Komitat Csongrád                |                                                       |                                   |
| Csongrád                        | Zsigmond Csatár                                       | '48er-Partei                      |
| Hódmezővásárhely                | Mór Jókai                                             | Liberale Partei                   |
| Szeged I                        | Ágoston Szluha                                        | Liberale Partei                   |
| Szeged II                       | Ödön Kállay                                           | '48er-Partei                      |
| Szegvár                         | Janő Madarász                                         | Unabhängigkeitspartei             |
| Szentes                         | Ernő Simonyi                                          | Unabhängigkeitspartei             |
| Tápé                            | Lajos Babocsay                                        | Liberale Partei                   |
| Komitat Doboka                  |                                                       |                                   |
| Doboka – Alsó kerület           | Sámuele Felszeghy                                     | Liberale Partei                   |
| Páncélcseh – Felső kerület      | László Bánffy                                         | Liberale Partei                   |
| Szamosújvár I                   | Antal Molnár                                          | Deák-Partei                       |
| Szamosújvár II                  | Gergely Simay                                         | Unabhängige Liberale Partei       |
| Szék                            | Nándor Éber                                           | Liberale Partei                   |
| Komitat Esztergom               |                                                       |                                   |
| Esztergom                       | Antal Pór                                             | Liberale Partei                   |
| Dorog, Tát                      | József Zsitvay                                        | Liberale Partei                   |
| Köbölkút, Párkány               | Ernő Hazay                                            | Liberale Partei                   |
| Komitat Fejér                   |                                                       |                                   |
| Bodajk                          | László Szögyény-Marich                                | Deák-Partei                       |
| Csákvár                         | György Kégl                                           | Liberale Partei                   |
| Rácalmás                        | Károly Hollósy                                        | Liberale Partei                   |
| Sárkeresztúr, Alcsút            | József Madarász                                       | Unabhängigkeitspartei             |
| Székesfehérvár                  | Nándor Zichy                                          | Rechte Opposition                 |
| Vál, Bicske                     | Antal László                                          | Liberale Partei                   |
| Komitat Felső-Fehér             |                                                       |                                   |
| Belső kerület (Hidvég)          | Ferdinánd Nemes                                       | Liberale Partei                   |
| Külső kerület                   | Károly Könczey                                        | Liberale Partei                   |
| Komitat Gömör és Kishont        |                                                       |                                   |
| Jolsva                          | Kálmán Máriassy                                       | Deák-Partei                       |
| Kövi                            | Árpád Szent-Iványi                                    | Liberale Partei                   |
| Putnok                          | Gyula Ragályi                                         | Liberale Partei                   |
| Rimaszécs                       | Antall Szakáll                                        | Liberale Partei                   |
| Rimaszombat                     | Károly Csider                                         | Liberale Partei                   |
| Rozsnyó                         | Pál Szontágh                                          | Liberale Partei                   |
| Komitat Győr                    |                                                       |                                   |
| Győr                            | Gyula Kautz                                           | Liberale Partei                   |
| Győrsziget, Győrzámoly          | Károly Khuen-Héderváry                                | Liberale Partei                   |
| Pér                             | Géza Bay                                              | Liberale Partei                   |
| Tét                             | János Matkovics                                       | Liberale Partei                   |
| Komitat Heves és Külső-Szolnok  |                                                       |                                   |
| Eger                            | István Babics                                         | Liberale Partei                   |
| Gyöngyös                        | László Kovács                                         | Liberale Partei                   |
| Gyöngyöspata                    | Endre Rády                                            | Liberale Partei                   |
| Kápolna                         | Gyula Károlyi                                         | Rechte Opposition                 |
| Mezőtúr                         | Lajos Csávolszky                                      | Unabhängigkeitspartei             |
| Nagyfüged                       | Sándor Almásy                                         | Unabhängigkeitspartei             |
| Pétervására                     | Béla Ivády                                            | Liberale Partei                   |
| Poroszló                        | Viktor Majzik                                         | Unabhängigkeitspartei             |
| Szolnok                         | Károly Sándor Kövér                                   | Liberale Partei                   |
| Törökszentmiklós, Abádszalók    | Gyula Szapáry                                         | Liberale Partei                   |
| Komitat Hont                    |                                                       |                                   |
| Ipolyság                        | János Paczolay                                        | Liberale Partei                   |
| Németi                          | Zsigmond Zmeskál                                      | Liberale Partei                   |
| Selmecbánya, Bélabánya          | Vilmos Zsigmondy                                      | Liberale Partei                   |
| Szalka                          | Lajos Luka                                            | Liberale Partei                   |
| Komitat Hunyad                  |                                                       |                                   |
| Hátszeg (Kreis, Hunyad I)       | Lőrinc Mara                                           | Liberale Partei                   |
| Hátszeg (Stadt)                 | Ivor Kaas                                             | Liberale Partei                   |
| Körösbánya, Brád                | József Hodos                                          | Partei der Rumänen in Ungarn      |
| Marosvidék (Hunyad II)          | Aladár Makray                                         | Liberale Partei                   |
| Vajdahunyad                     | Károly Pogány                                         | Liberale Partei                   |
| Komitat Kolozs                  |                                                       |                                   |
| Alsó kerület (Mócs)             | Sándor Désy                                           | Liberale Partei                   |
| Felső kerület                   | Lajos Lészay                                          | Liberale Partei                   |
| Kolozs                          | László Zubulik                                        | Liberale Partei                   |
| Kolozsvár I                     | Manó Péchy                                            | Liberale Partei                   |
| Kolozsvár II                    | Elek Bokros                                           | Liberale Partei                   |
| Komitat Komárom                 |                                                       |                                   |
| Komárom                         | Kálmán Ghyczy                                         | Liberale Partei                   |
| Nagyigmánd, Gesztes             | Lajos Micsky                                          | Liberale Partei                   |
| Nemesócsa                       | Kornél Pulay                                          | Liberale Partei                   |
| Tata                            | László Perczel                                        | Liberale Partei                   |
| Udvard                          | Pál Ordódy                                            | Liberale Partei                   |
| Komitat Közép-Szolnok           |                                                       |                                   |
| Diósad, Zsibó                   | Dénes Pogonyi                                         | Liberale Partei                   |
| Szilágycseh                     | György Pap                                            | Unabhängigkeitspartei             |
| Tasnád                          | Jakab Szentgott                                       | Unabhängigkeitspartei             |
| Komitat Krassó                  |                                                       |                                   |
| Bogsán                          | György Joannovics                                     | Liberale Partei                   |
| Facset                          | Frigyes Harkányi                                      | Liberale Partei                   |
| Lugos                           | Béla Szende                                           | Liberale Partei                   |
| Nagyzorlenc                     | György Szerb                                          | Liberale Partei                   |
| Oravica                         | Albert Wodianer                                       | Liberale Partei                   |
| Szászka                         | Stefan Antonescu                                      | Liberale Partei                   |
| Komitat Kraszna                 |                                                       |                                   |
| Szilágysomlyó                   | Adolf Bocsánczky                                      | Liberale Partei                   |
| Zilah                           | Lajos Szikszay                                        | Liberale Partei                   |
| Komitat Küküllő                 |                                                       |                                   |
| Balavásár (felső kerület)       | Gyula Horváth                                         | Liberale Partei                   |
| Dicsőszentmárton (alsó kerület) | Lajos Tisza                                           | Liberale Partei                   |
| Erzsébetváros I                 | Márton Dániel (bis 15. Sep. 1877)                     | Liberale Partei                   |
| Erzsébetváros I                 | Béla Lukács (ab 19. Sep. 1877)                        | Liberale Partei                   |
| Erzsébetváros II                | István Csiky                                          | Liberale Partei                   |
| Komitat Liptó                   |                                                       |                                   |
| Liptószentmiklós                | Árpád Kiszely                                         | Liberale Partei                   |
| Rózsahegy                       | József Kajuch                                         | Rechte Opposition                 |
| Komitat Máramaros               |                                                       |                                   |
| Huszt                           | Ödön Pogány                                           | Liberale Partei                   |
| Máramarossziget                 | Miklós Szaplonczay                                    | Liberale Partei                   |
| Ökörmező                        | István Szilágyi                                       | Liberale Partei                   |
| Sugatag, Aknasugatag            | Zsigmond Cziple                                       | Liberale Partei                   |
| Técső                           | Gábor Várady                                          | Liberale Partei                   |
| Visó, Felsővisó                 | Péter Mihályi                                         | Liberale Partei                   |
| Komitat Moson                   |                                                       |                                   |
| Magyaróvár                      | Nándor Horánszky                                      | Liberale Partei                   |
| Zurány                          | István Bittó                                          | Liberale Partei                   |
| Komitat Nógrád                  |                                                       |                                   |
| Balassagyarmat                  | Pál Szontágh (bis 06. Sep. 1875)                      | Liberale Partei                   |
| Balassagyarmat                  | Pál Veress (ab 04. Nov. 1875)                         | Liberale Partei                   |
| Fülek                           | János Károlyi                                         | Liberale Partei                   |
| Losonc                          | Antal Forgách                                         | Liberale Partei                   |
| Nógrád                          | Sándor Muszlay                                        | Liberale Partei                   |
| Szécsény                        | Ágost Pulszky                                         | Liberale Partei                   |
| Szirák                          | Tamás Plachy                                          | Liberale Partei                   |
| Komitat Nyitra                  |                                                       |                                   |
| Érsekújvár                      | László Berchtold                                      | Rechte Opposition                 |
| Galgóc                          | István Ocskay                                         | Rechte Opposition                 |
| Nagytapolcsány                  | Ferenc Berényi                                        | Liberale Partei                   |
| Nyitra                          | Pál Weisz                                             | Liberale Partei                   |
| Privigye                        | Ferenc Krajtsik                                       | Liberale Partei                   |
| Szakolca                        | Gusztáv Tarnóczy                                      | Liberale Partei                   |
| Szenic                          | Ferenc Koronthály (bis 15. Mär. 1876)                 | Liberale Partei                   |
| Szenic                          | Henrik O’Donnel (ab 18. Apr. 1876)                    | Liberale Partei                   |
| Vágújhely                       | Adolf Pongrácz                                        | Rechte Opposition                 |
| Vágvecse                        | János Markhót                                         | Liberale Partei                   |
| Verbó                           | Rudolf Ocskay                                         | Rechte Opposition                 |
| Zsámbokrét                      | Gyula Odescalchi                                      | Liberale Partei                   |
| Komitat Pest-Pilis-Solt         |                                                       |                                   |
| Abony                           | Gyula Gulner                                          | Liberale Partei                   |
| Alsódabas, Ócsa                 | Bálint Halász                                         | Liberale Partei                   |
| Buda I                          | Tivadar Pauler                                        | Liberale Partei                   |
| Buda II                         | Ferenc Házmán                                         | Liberale Partei                   |
| Cegléd                          | Ernő Simonyi (bis 09. Sep. 1875)                      | Unabhängigkeitspartei             |
| Cegléd                          | János Simonyi (von 04. Nov. 1875 bis † 03. Dez. 1876) | Unabhängigkeitspartei             |
| Cegléd                          | Lajos Kossuth (von 27. Dez. 1876 bis 20. Jan. 1877)   | Unabhängigkeitspartei             |
| Cegléd                          | Gyula Verhovay (von 27. Feb. 1877 bis 14. Jun. 1877)  | Unabhängigkeitspartei             |
| Cegléd                          | Sámuel Bána Molnár (ab 15. Sep. 1877)                 | Unabhängigkeitspartei             |
| Dunakecel                       | Mihály Földváry (bis 10. Jan. 1878)                   | Liberale Partei                   |
| Dunakecel                       | Péter Gál (ab 18. Feb. 1878)                          | Unabhängigkeitspartei             |
| Dunapataj                       | Gyula Kovácsy                                         | Liberale Partei                   |
| Dunavecse                       | Miklós Jankovich                                      | parteilos                         |
| Gödöllő                         | Béla Fáy                                              | Liberale Partei                   |
| Kecskemét I                     | Lajos Mocsáry                                         | Unabhängigkeitspartei             |
| Kecskemét II                    | Imre Szűcs († 17. Okt. 1875)                          | Liberale Partei                   |
| Kecskemét II                    | Károly Fórián (ab 04. Dez. 1875)                      | Liberale Partei                   |
| Monor                           | János Szilassy                                        | Liberale Partei                   |
| Nagykőrös                       | Elek Farkas                                           | Liberale Partei                   |
| Pest I (Belváros)               | Ferenc Deák († 28. Jan. 1876)                         | Liberale Partei                   |
| Pest I (Belváros)               | Mihály Horváth (ab 24. Feb. 1876)                     | Liberale Partei                   |
| Pest II (Lipótváros)            | Mór Wahrmann                                          | Liberale Partei                   |
| Pest III (Terézváros)           | Ede Horn († 02. Nov. 1875)                            | Liberale Partei                   |
| Pest III (Terézváros)           | Gyula Schwartz (ab 24. Dez. 1875)                     | Liberale Partei                   |
| Pest IV (Józsefváros)           | Mór Jókai                                             | Liberale Partei                   |
| Pest V (Ferencváros)            | Lajos Csernátony                                      | Liberale Partei                   |
| Ráckeve                         | István Jordán                                         | Liberale Partei                   |
| Szentendre                      | Péter Luppa                                           | Liberale Partei                   |
| Vác                             | Gedeon Ráday                                          | Liberale Partei                   |
| Komitat Pozsony                 |                                                       |                                   |
| Bazin, Modor                    | Géza Szüllő                                           | Liberale Partei                   |
| Dunaszerdahely                  | János Nepomuk Bartal                                  | Liberale Partei                   |
| Galánta                         | Gyula Ábrahámffy                                      | Liberale Partei                   |
| Nagyszombat                     | Kornél Emmer                                          | Liberale Partei                   |
| Pozsony I                       | József Szlávy                                         | Liberale Partei                   |
| Pozsony II                      | János Hosztinszky                                     | Liberale Partei                   |
| Somorja                         | Béni Bittó                                            | Liberale Partei                   |
| Stomfa, Malacka                 | Tadé Prileszky                                        | Liberale Partei                   |
| Szempc, Cseklész                | Mihály Andrássy                                       | Liberale Partei                   |
| Szentjános                      | Béla Lukácsy                                          | Liberale Partei                   |
| Komitat Sáros                   |                                                       |                                   |
| Bártfa                          | Ernő Hédry                                            | Rechte Opposition                 |
| Eperjes                         | Sándor Bujanovics                                     | Rechte Opposition                 |
| Girált, Kurima                  | Kálmán Dessewffy                                      | Rechte Opposition                 |
| Héthárs                         | József Bánó                                           | Liberale Partei                   |
| Kisszeben                       | Imre Hodossy                                          | Liberale Partei                   |
| Zboró                           | Aurél Dessewffy                                       | Rechte Opposition                 |
| Komitat Somogy                  |                                                       |                                   |
| Csurgó                          | Imre Somssich                                         | Liberale Partei                   |
| Kaposvár                        | Pál Somssich                                          | Liberale Partei                   |
| Lengyeltóti                     | Imre Szalay                                           | ‘48er Partei                      |
| Marcali                         | Pál Széchényi                                         | Rechte Opposition                 |
| Nagyatád                        | Károly Szathmáry                                      | Liberale Partei                   |
| Szigetvár                       | Sándor Fornszek                                       | Liberale Partei                   |
| Szil                            | Sándor Kacskovics                                     | Liberale Partei                   |
| Tab                             | Pál Szontágh                                          | Liberale Partei                   |
| Komitat Sopron                  |                                                       |                                   |
| Csorna                          | István Ostffy                                         | '48-er Partei                     |
| Eszterháza, Kapuvár             | Miksa Ürményi                                         | Rechte Opposition                 |
| Kismarton, Ruszt                | Antal Hértis                                          | Rechte Opposition                 |
| Lövő                            | Lajos Ruprecht                                        | Liberale Partei                   |
| Nagymarton                      | Jakab Miehl                                           | Liberale Partei                   |
| Sopron                          | Ágoston Trefort                                       | Liberale Partei                   |
| Szabadbáránd, Nyék              | Lajos Kulcsár                                         | Liberale Partei                   |
| Komitat Szabolcs                |                                                       |                                   |
| Kisvárda                        | László Pilisy                                         | Liberale Partei                   |
| Nádudvar                        | István Sembery                                        | Unabhängigkeitspartei             |
| Nagykálló                       | József Szoboszlay-Pap                                 | Liberale Partei                   |
| Nyírbátor                       | Pál Mandel                                            | Liberale Partei                   |
| Nyírbogdány                     | Ferenc Vindovich                                      | '48-er Partei                     |
| Nyíregyháza                     | József Vidliczkay                                     | Unabhängigkeitspartei             |
| Tiszalök                        | József Szomjas                                        | Liberale Partei                   |
| Komitat Szatmár                 |                                                       |                                   |
| Aranyosmedgyes                  | Kanut Kende                                           | Liberale Partei                   |
| Csenger                         | Sándor Galgóczy                                       | Liberale Partei                   |
| Fehérgyarmat                    | János Vállyi                                          | Unabhängigkeitspartei             |
| Mátészalka                      | Jenő Péchy                                            | Liberale Partei                   |
| Nagybánya                       | Miklós Ujfalussy (bis 28. Sep. 1876)                  | Liberale Partei                   |
| Nagybánya                       | Károly Stoll (ab 18. Nov. 1876)                       | Liberale Partei                   |
| Nagykároly                      | István Domahidy                                       | Liberale Partei                   |
| Szatmárnémeti                   | Bálint Boros                                          | Liberale Partei                   |
| Komitat Szepes                  |                                                       |                                   |
| Gölnic                          | Soma Mudrony                                          | Liberale Partei                   |
| Késmárk                         | Egyed Berzeviczy                                      | Liberale Partei                   |
| Lőcse                           | Ágoston Trefort (bis 07. Sep. 1875)                   | Liberale Partei                   |
| Lőcse                           | Miklós Máriássy (ab 04. Nov. 1875)                    | Liberale Partei                   |
| Lubló                           | Sándor Máriássy                                       | Liberale Partei                   |
| Szepesszombat                   | Ede Zsedényi                                          | Liberale Partei                   |
| Komitat Szörény                 |                                                       |                                   |
| Karánsebes                      | Trajan Doda                                           | Partei der Rumänen in Ungarn      |
| Komitat Temes                   |                                                       |                                   |
| Csákova                         | Gyula Prepeliczay                                     | Liberale Partei                   |
| Fehértemplom                    | György Sztupa                                         | Liberale Partei                   |
| Kisbecskerek                    | Géza Déschán                                          | Liberale Partei                   |
| Lippa, Hidegkút                 | Mihály Tormássy († 05. Nov. 1875)                     | Liberale Partei                   |
| Lippa, Hidegkút                 | Gábor Kövér (ab 08. Dez. 1875)                        | Liberale Partei                   |
| Moravica                        | László Dániel                                         | Liberale Partei                   |
| Orczyfalva                      | István Gorove                                         | Liberale Partei                   |
| Rittberg, Buziás                | Lajos Wirkner                                         | Liberale Partei                   |
| Temesrékás                      | Sándor Janitsáry                                      | Liberale Partei                   |
| Temesvár                        | János Missics                                         | Liberale Partei                   |
| Újarad                          | Gusztáv Frölich                                       | Liberale Partei                   |
| Versec                          | Ödön Szeniczey (bis 06. Sep. 1875)                    | Liberale Partei                   |
| Versec                          | István Nedeczky (ab 04. Nov. 1875)                    | Liberale Partei                   |
| Komitat Tolna                   |                                                       |                                   |
| Bonyhád                         | Béla Perczel                                          | Liberale Partei                   |
| Kölesd                          | Gusztáv Vizsolyi                                      | Deák-Partei                       |
| Paks                            | Ödön Szeniczey                                        | Liberale Partei                   |
| Pincehely                       | Károly Hets                                           | Liberale Partei                   |
| Szakcs                          | Lajos Perczel                                         | Liberale Partei                   |
| Szekszárd                       | Benedek Szluha                                        | Liberale Partei                   |
| Komitat Torda                   |                                                       |                                   |
| Alsó kerület                    | László Tisza                                          | Liberale Partei                   |
| Felső kerület                   | Kálmán Kemény                                         | Liberale Partei                   |
| Komitat Torna                   |                                                       |                                   |
| Görgő, Torna (Torna felső)      | Géza Lükő                                             | Unabhängigkeitspartei             |
| Szin (Torna alsó)               | Miklós Lovász († 06. Okt. 1876)                       | Liberale Partei                   |
| Szin (Torna alsó)               | József Farkas (ab 11. Nov. 1876)                      | Unabhängigkeitspartei             |
| Komitat Torontál                |                                                       |                                   |
| Lovrin                          | Imre Huszár (bis 09. Feb. 1876)                       | Liberale Partei                   |
| Lovrin                          | Miklós Röser (ab 06. Mär. 1876)                       | Liberale Partei                   |
| Nagybecskerek                   | Frigyes Balás                                         | Liberale Partei                   |
| Nagykikinda                     | Mihály Szvabovljevics                                 | Liberale Serbische Nationalpartei |
| Nagykomlós                      | Nikolaus Erling                                       | Liberale Partei                   |
| Nagyszentmiklós                 | Lajos Zsíros (bis 04. Dez. 1875)                      | Liberale Partei                   |
| Nagyszentmiklós                 | Tamás Vécsey (ab 08. Jan. 1876)                       | Liberale Partei                   |
| Pancsova                        | Mihály Polit                                          | Liberale Serbische Nationalpartei |
| Párdány                         | Béla Csávosy                                          | Liberale Partei                   |
| Szentgyörgy                     | Ernő Dániel                                           | Liberale Partei                   |
| Törökbecse, Basahíd             | Döme Babits                                           | Liberale Partei                   |
| Törökkanizsa, Óbesenyő          | Károly Sváb                                           | Liberale Partei                   |
| Zichyfalva                      | Pál Dániel                                            | Liberale Partei                   |
| Zsombolya                       | Károly Hieronymi                                      | Liberale Partei                   |
| Komitat Trencsén                |                                                       |                                   |
| Bán, Teplic                     | Pál Andaházy                                          | Liberale Partei                   |
| Bittse                          | Ernő Urbanovszky                                      | Liberale Partei                   |
| Csaca                           | Lajos Máday                                           | Liberale Partei                   |
| Illava, Puchó                   | Gábor Baross                                          | Liberale Partei                   |
| Trencsén                        | Jenő Marsovszky                                       | Liberale Partei                   |
| Vágbeszterce, Bellus            | Bernát Szitányi                                       | Liberale Partei                   |
| Várna, Kisucaújhely             | Ágoston Pongrácz                                      | Rechte Opposition                 |
| Zsolna, Rajec                   | Lajos Pongrácz                                        | Liberale Partei                   |
| Komitat Turóc                   |                                                       |                                   |
| Stubnya, Mosóc                  | Simon Révay                                           | Liberale Partei                   |
| Szucsán, Turócszentmárton       | József Justh († 05. Dez. 1875)                        | Liberale Partei                   |
| Szucsán, Turócszentmárton       | Sándor Justh (ab 08. Jan. 1878)                       | Liberale Partei                   |
| Komitat Ugocsa                  |                                                       |                                   |
| Halmi (Tiszántúl)               | Jenő Szentpály (bis 10. Jan. 1878)                    | Liberale Partei                   |
| Halmi (Tiszántúl)               | Endre György (ab 16. Feb. 1878)                       | Liberale Partei                   |
| Nagyszőllős (Tiszáninnen)       | Zsigmond Perényi                                      | Liberale Partei                   |
| Komitat Ung                     |                                                       |                                   |
| Nagyberezna, Szerednye          | Géza Mocsáry                                          | Liberale Partei                   |
| Nagykapos                       | Dezső Bernáth                                         | Liberale Partei                   |
| Szobránc                        | László Tomcsányi                                      | Rechte Opposition                 |
| Ungvár                          | Péter Kende                                           | Liberale Partei                   |
| Komitat Vas                     |                                                       |                                   |
| Felsőőr                         | Kelemen Ernuszt                                       | Liberale Partei                   |
| Kiscell, Celldömölk             | József Boda                                           | Liberale Partei                   |
| Körmend                         | Kálmán Sibrik                                         | Liberale Partei                   |
| Kőszeg                          | György Bertha                                         | Liberale Partei                   |
| Muraszombat                     | József Berke                                          | Liberale Partei                   |
| Németújvár                      | Sándor Ernuszt                                        | Liberale Partei                   |
| Rum                             | Győző Istóczy                                         | Deák-Partei                       |
| Sárvár                          | Zsigmond Tulok                                        | Liberale Partei                   |
| Szentgotthárd                   | Kálmán Széll                                          | Liberale Partei                   |
| Szombathely                     | Boldizsár Horváth                                     | Liberale Partei                   |
| Komitat Veszprém                |                                                       |                                   |
| Enying                          | Gábor Pap                                             | Liberale Partei                   |
| Nagyvázsony                     | Aladár Molnár                                         | Liberale Partei                   |
| Pápa                            | Károly Ráthy                                          | Liberale Partei                   |
| Somlóvásárhely                  | Károly Békássy                                        | Liberale Partei                   |
| Ugod                            | Ignác Nagy Szabó († 24. Dez. 1877)                    | Liberale Partei                   |
| Ugod                            | János Lukacsek (ab 18. Feb. 1878)                     | Liberale Partei                   |
| Veszprém                        | Zsigmond Üchtritz                                     | Liberale Partei                   |
| Zirc                            | Sándor Hunkár                                         | Liberale Partei                   |
| Komitat Zala                    |                                                       |                                   |
| Alsólendva                      | József Viriva                                         | Liberale Partei                   |
| Baksa                           | Pál Király                                            | Liberale Partei                   |
| Csáktornya                      | István Molnár                                         | Liberale Partei                   |
| Keszthely                       | Miksa Falk                                            | Liberale Partei                   |
| Letenye                         | Géza Remete                                           | Liberale Partei                   |
| Nagykanizsa                     | Antal Csengery                                        | Liberale Partei                   |
| Szentgrót                       | Kálmán Haczky                                         | Liberale Partei                   |
| Tapolca                         | Károly Kerkapoly                                      | Liberale Partei                   |
| Zalaegerszeg                    | Károly Nagy                                           | Liberale Partei                   |
| Komitat Zaránd                  |                                                       |                                   |
| Jószáshely, Nagyhalmágy         | Zsigmond Borlea                                       | Partei der Rumänen in Ungarn      |
| Komitat Zemplén                 |                                                       |                                   |
| Homonna                         | Ödön Szirmay                                          | Liberale Partei                   |
| Királyhelmec                    | Pál Sennyey (bis 30. Apr. 1878)                       | Rechte Opposition                 |
| Királyhelmec                    | Sándor Füzesséry (ab 12. Jun. 1878)                   | Vereinigte Opposition             |
| Mád                             | István Zalay                                          | Liberale Partei                   |
| Megyaszó, Szerencs              | Dezső Potoczky                                        | Liberale Partei                   |
| Nagymihály                      | Mihály Kossuth                                        | Liberale Partei                   |
| Olaszliszka                     | László Hegedűs                                        | Unabhängigkeitspartei             |
| Sátoraljaújhely                 | Gyula Meczner                                         | Liberale Partei                   |
| Terebes                         | Ervin Vladár                                          | Liberale Partei                   |
| Komitat Zólyom                  |                                                       |                                   |
| Besztercebánya                  | Gyula Halassy                                         | Liberale Partei                   |
| Breznóbánya                     | Egyed Lehóczky                                        | Liberale Partei                   |
| Korpona                         | Bertalan Plachy                                       | Liberale Partei                   |
| Szliács                         | Béla Radvánszky                                       | Liberale Partei                   |
| Stadt Fiume mit Gebiet          |                                                       |                                   |
| Fiume                           | Aloisio Paretti                                       | Liberale Partei                   |

### Distrikte
| 16 szepesi város (16 Zipser Städte) | 16 szepesi város (16 Zipser Städte) | 16 szepesi város (16 Zipser Städte) |
| ----------------------------------- | ----------------------------------- | ----------------------------------- |
| Igló (Zipser Neudorf)               | Eugen Hammersberg                   | Liberale Partei                     |

| Beszterce (Bistritz)                              | Beszterce (Bistritz) | Beszterce (Bistritz) |
| ------------------------------------------------- | -------------------- | -------------------- |
| Beszterce alsó kerület (Bistritz, unterer Bezirk) | Gusztáv Dékáni       | parteilos            |
| Beszterce felső kerület (Bistritz, oberer Bezirk) | Ödön Steinacker      | parteilos            |

| Brassó (Kronstadt)                             | Brassó (Kronstadt) | Brassó (Kronstadt) |
| ---------------------------------------------- | ------------------ | ------------------ |
| Brassó I, Hermány (Kronstadt I, Kastenholz)    | Ludwig Korodi      | parteilos          |
| Brassó II, Vidombák (Kronstadt II, Weidenbach) | Emil Trauschenfels | parteilos          |

| Fogaras                  | Fogaras      | Fogaras         |
| ------------------------ | ------------ | --------------- |
| Alsóárpás (alsó kerület) | Sándor Kossy | Liberale Partei |
| Fogaras (felső kerület)  | Antal Boér   | Liberale Partei |

| Hajdú                       | Hajdú         | Hajdú           |
| --------------------------- | ------------- | --------------- |
| Hajdúböszörmény             | Mihály Szabó  | Liberale Partei |
| Hajdúnánás, Hajdúdorog      | Gábor Soós    | Liberale Partei |
| Hajdúszoboszló, Hajdúhadház | László Teleki | Liberale Partei |

| Jászkun                                     | Jászkun                              | Jászkun               |
| ------------------------------------------- | ------------------------------------ | --------------------- |
| Fülöpszállás, Szabadszállás, Kunszentmiklós | Imre Balogh                          | Liberale Partei       |
| Jászberény                                  | Lajos Csernátony (bis 06. Sep. 1875) | Liberale Partei       |
| Jászberény                                  | János Babics (ab 04. Nov. 1875)      | Liberale Partei       |
| Jászjákóhalma, Árokszállás, Jászárokszállás | Alajos Király (bis 31. Jan. 1877)    | Liberale Partei       |
| Jászjákóhalma, Árokszállás, Jászárokszállás | Sándor Lenk (ab 28. Feb. 1877)       | Liberale Partei       |
| Karcag, Kunmadaras                          | Antal Baldacci                       | Unabhängigkeitspartei |
| Kiskunfélegyháza                            | Imre Szivák                          | Liberale Partei       |
| Kiskunhalas                                 | Áron Szilády                         | Liberale Partei       |
| Kunszentmárton, Túrkeve, Jászladány         | Béla Komjáthy                        | '48-er Partei         |

| Kővár                     | Kővár         | Kővár           |
| ------------------------- | ------------- | --------------- |
| Kisnyíres (Felső kerület) | György Bartal | Deák-Partei     |
| Nagysomkút (Alsó kerület) | Sándor Pap    | Liberale Partei |

| Naszód            | Naszód         | Naszód          |
| ----------------- | -------------- | --------------- |
| Monor (Naszód I)  | Gedeon Tanárky | Liberale Partei |
| Radna (Naszód II) | János Földváry | Liberale Partei |

### Stühle

#### Stühle der Siebenbürger Sachsen
| Kőhalom (Reps)       | Kőhalom (Reps) | Kőhalom (Reps) |
| -------------------- | -------------- | -------------- |
| Kőhalom I (Reps I)   | Karl Mager     | parteilos      |
| Kőhalom II (Reps II) | Michael Kasper | parteilos      |

| Medgyes (Mediasch)                      | Medgyes (Mediasch) | Medgyes (Mediasch) |
| --------------------------------------- | ------------------ | ------------------ |
| Medgyes I – város (Mediasch I – Stadt)  | Albert Sachsenheim | unabhängig         |
| Medgyes II – szék (Mediasch II – Stuhl) | Guidó Bauszern     | unabhängig         |

| Nagysink (Großzenk)                                           | Nagysink (Großzenk) | Nagysink (Großzenk)         |
| ------------------------------------------------------------- | ------------------- | --------------------------- |
| Nagysink I – Nagysinkszék (Großschenk I – Großschenker Stuhl) | Friedrich Seraphin  | Gemäßigte Sächsische Partei |
| Nagysink II – Szentágota (Großschenk II – Agnetheln)          | Christian Roth      | unabhängig                  |

| Segesvár (Schäßburg)                      | Segesvár (Schäßburg) | Segesvár (Schäßburg) |
| ----------------------------------------- | -------------------- | -------------------- |
| Segesvár I – város (Schäßburg I – Stadt)  | Karl Fabriczius      | Liberale Partei      |
| Segesvár II – szék (Schäßburg II – Stuhl) | Friedrich Ernst      | unabhängig           |

| Szászsebes (Mühlbach)       | Szászsebes (Mühlbach) | Szászsebes (Mühlbach) |
| --------------------------- | --------------------- | --------------------- |
| Szászsebes I (Mühlbach I)   | Adolf Zay             | parteilos             |
| Szászsebes II (Mühlbach II) | Beni Kállay           | Rechte Opposition     |

| Szászváros (Broos)                                  | Szászváros (Broos) | Szászváros (Broos)               |
| --------------------------------------------------- | ------------------ | -------------------------------- |
| Szászváros – belső kerület (Broos – innerer Bezirk) | Friedrich Leonhard | Radikale Sächsische Partei       |
| Szászváros – külső kerület (Broos – äußerer Bezirk) | Ioan Ballomiri     | Siebenbürgisch-Rumänische Partei |

| Szeben (Hermannstadt)       | Szeben (Hermannstadt) | Szeben (Hermannstadt)      |
| --------------------------- | --------------------- | -------------------------- |
| Szeben I (Hermannstadt I)   | Wilhelm Bruckner      | unabhängig                 |
| Szeben II (Hermannstadt II) | Karl Gebbel           | Radikale Sächsische Partei |

| Szerdahely (Reußmarkt)       | Szerdahely (Reußmarkt) | Szerdahely (Reußmarkt)     |
| ---------------------------- | ---------------------- | -------------------------- |
| Szerdahely I (Reußmarkt I)   | Wilhelm Löw            | Radikale Sächsische Partei |
| Szerdahely II (Reußmarkt II) | Pál Móricz             | Liberale Partei            |

| Újegyház (Leschkirch)                                                        | Újegyház (Leschkirch)    | Újegyház (Leschkirch) |
| ---------------------------------------------------------------------------- | ------------------------ | --------------------- |
| Újegyház I / Felső kerület (Leschkirch I / Oberer Bezirk)                    | Thomas Wilhelm Drottleff | parteilos             |
| Újegyház II / Alsó kerület – Alcina (Leschkirch II / Unterer Bezirk – Alzen) | Karl Conrad              | parteilos             |

#### Stühle der Székler
| Aranyosszék   | Aranyosszék     | Aranyosszék     |
| ------------- | --------------- | --------------- |
| Alsó kerület  | Ferenc Houchard | Liberale Partei |
| Felső kerület | Gyula Jósika    | Liberale Partei |

| Csíkszék                           | Csíkszék                         | Csíkszék        |
| ---------------------------------- | -------------------------------- | --------------- |
| Alsó kerület (Csíksomlyó)          | Antal Becze (bis 28. Sep. 1876)  | Liberale Partei |
| Alsó kerület (Csíksomlyó)          | Bálint Mikó (ab 11. Nov. 1876)   | Liberale Partei |
| Csíkszereda                        | István Márkus                    | Liberale Partei |
| Felső kerület (Gyergyószentmiklós) | Károly Antalffy († 08. Mai 1877) | Liberale Partei |
| Felső kerület (Gyergyószentmiklós) | Lajos Sánta (ab 23. Jun. 1877)   | Liberale Partei |

| Háromszék           | Háromszék                          | Háromszék       |
| ------------------- | ---------------------------------- | --------------- |
| Bereck              | Péter Gábor                        | Liberale Partei |
| Illyefalva          | Albert Gidófalvai                  | Liberale Partei |
| Kézdivásárhely      | Lajos Pap                          | Liberale Partei |
| Kézdi- és Orbaiszék | József Künle                       | Liberale Partei |
| Sepsi-Miklósvár     | Ferenc Bakcsi                      | Liberale Partei |
| Sepsiszentgyörgy    | Bálint Császár (bis 04. Nov. 1875) | Liberale Partei |
| Sepsiszentgyörgy    | Béla Wodianer (ab 09. Dez. 1875)   | Liberale Partei |

| Marosszék                              | Marosszék       | Marosszék       |
| -------------------------------------- | --------------- | --------------- |
| Alsó kerület (Maros II)                | József Jeney    | Liberale Partei |
| Marosvásárhely I (felső)               | Vilmos Knöpfler | Liberale Partei |
| Marosvásárhely II (alsó)               | Pál Borosnyay   | Liberale Partei |
| Felső kerület (Maros I, Nyárádszereda) | Sándor Bereczky | Liberale Partei |

| Udvarhelyszék    | Udvarhelyszék | Udvarhelyszék         |
| ---------------- | ------------- | --------------------- |
| Alsó kerület     | Balázs Orbán  | Unabhängigkeitspartei |
| Felső kerület    | Antal Tibád   | Liberale Partei       |
| Székelyudvarhely | Ignác Kassay  | Liberale Partei       |